# ISCA
ISCA(The ACM/IEEE International Symposium on Computer Architecture)는 컴퓨터 구조를 전문 분야로 삼고 있는 선도 학술 대회로 인정받고 있다. ACM(계산기 학회)와 IEEE(전기 전자 기술자 협회)의 주최로 열린다.